# Konsistorium (universitet)
 For alternative betydninger, se Konsistorium. (Se også artikler, som begynder med Konsistorium)
Konsistorium (latin consistorium forsamling, mødested) er det styrende råd på et universitet. Det bestod på Københavns Universitet af alle fastansatte universitetslærere (lærerråd) indtil 1788. Sammensætningen har varieret, indtil konsistorium blev nedlagt i 2003. Universitetsloven fastlægger nu de gældende styrelsesforhold.
Betegnelsen konsistorium anvendes også ved udenlandske forhold om højeste besluttende centralorgan på universiteter. Nærmere detaljer kan således variere.
Af ældre stillingsbetegnelser finder vi referendarius consistorii og assessor consistorii.
Den katolske kirke har også et Konsistorium (romersk-katolske kirke). Begrebet har været bredt anvendt om styrende organer, også i det gamle Rom under Konstantin den Store.